# Кей
Кей, Кой (грец. Κοιος) — у давньогрецькій міфології — один із титанів, син Урана і Геї, брат і чоловік тітаніди Феби, що народила Лето й Астерію, дід Аполлона, Артеміди і Гекати. Брав участь у титаномахії і був разом з братами скинутий Зевсом у Тартар.